# Cousin Ebenezer
Cousin Ebenezer è un cortometraggio muto del 1920 diretto da W.P. Kellino.
Fa parte della serie di comiche Will o' Wisp Comedies prodotte dalla Gaumont British Picture Corporation. Il film - in una bobina - fu interpretato dalla coppia di attori formata da Cyril Smith e Nita Russell.

## Produzione
Il film fu prodotto dalla Will o' Wisp Comedies (Gaumont British Picture Corporation)

## Distribuzione
Distribuito dalla Gaumont British Distributors, il film - un cortometraggio in una bobina - uscì nelle sale cinematografiche britanniche nel marzo 1920.